# Ijeoma Uchegbu
Ijeoma Uchegbu é professora de farmácia na University College London, onde também ocupa o cargo de Pro-Vice Reitora para a África e o Oriente Médio. Ela é a principal diretora científica da Nanomerics, uma empresa farmacêutica de nanotecnologia especializada em soluções de administração de medicamentos para medicamentos pouco solúveis em água, ácidos nucleicos e peptídeos. Além de sua pesquisa científica altamente citada em Nanociência Farmacêutica, Uchegbu também é conhecida por seu trabalho com o engajamento público e também igualdade e diversidade na Ciência, Tecnologia, Engenharia e Matemática (STEM, do inglês).  

## Formação e início da carreira
Uchegbu cresceu em Hackney, nordeste de Londres, e no sudeste da Nigéria.  Ela estudou farmácia na Universidade de Benin, graduando-se onde se graduou em 1981, e obteve seu mestrado na Universidade de Lagos.  Ela não pôde completar um PhD na Nigéria devido a dificuldades de infraestrutura.  Voltou para o Reino Unido e completou seus estudos de pós-graduação na Universidade de Londres, graduando-se com um PhD em 1997. Ela foi supervisionada por Alexander (Sandy) Florence, Reitora da Escola de Farmácia. Ela foi nomeada professora da Universidade de Strathclyde de 2002 a 2004.

## Pesquisa
Uchegbu assumiu a presidência de Entrega de Medicamentos na Universidade de Strathclyde, em 2002, onde trabalhou na auto-montagem de polímeros, identificando materiais que pudessem formar nanossistemas estáveis.  Ela demonstrou que o peso molecular do polímero pode ser usado para controlar o tamanho das vesículas.  Ela ingressou na University College London em 2006 como Presidente em Nanociência Farmacêutica na School of Pharmacy. Uchegbu lidera um grupo de pesquisa que investiga o design molecular e a dosagem de produtos farmacêuticos.  Ela projetou polímeros que se auto-agrupam em nanopartículas com as propriedades apropriadas para transportar drogas.  Ela explora como as nanopartículas podem ser usadas para a entrega de medicamentos.  Uchegbu detém várias patentes para entrega de drogas,         e polímeros biocompatíveis.    Seus produtos farmacêuticos distribuem genes e RNA a tumores e peptídeos para o cérebro, bem como estimulam a absorção de drogas hidrofóbicas usando nanopartículas.  Ela está explorando como a nanomedicina pode ser usada para tratar tumores cerebrais.  Em 2018, ela recebeu uma doação do Conselho de Pesquisa de Engenharia e Ciências Físicas de 5,7 milhões de Libras Esterlinas, Raman Nanotheranostics, que usará nanopartículas de ouro para identificar doenças e luz para destruir células doentes. 

## Nanomerics
Em 2010, Uchegbu fundou a Nanomerics com Andreas Schätzlein.  Nanomerics é uma empresa farmacêutica que usa plataformas de nanotecnologia para desenvolver medicamentos. Uchegbu é o diretora científico da Nanomerics.  Os nanoméricos estão desenvolvendo estruturas que podem transportar anticorpos que podem atravessar a barreira hematoencefálica.  Os nanoméricos desenvolvem nanopartículas com tecnologia de envelope molecular a partir de polímeros anfifílicos que se auto-organizam.  Ela ganhou o prêmio Royal Society of Chemistry de Tecnologias Emergentes por sua tecnologia de envelope molecular em 2017.  Ela licenciou o remédio NM133 para a Lacta Pharmaceuticals em 2017.  O NM133 contém ciclosporina A e pode ser usado para tratar o olho seco. 

## Serviço profissional
Uchegbu faz parte do conselho editorial do Journal of Controlled Release.  Ela atuou como secretária científica da Sociedade de Liberação Controlada. Ela é editora-chefe da Nanotecnologia Farmacêutica.  Ela faz parte da equipe de consultoria em estratégia de saúde do Conselho de Pesquisa em Engenharia e Ciências Físicas. Ela estava envolvida nas celebrações da Universidade College London do Serviço Nacional de Saúde completando setenta anos.  Em 2007, ela foi escolhida como mulher de excelente desempenho na exposição fotográfica SET, que foi exibida no Museu da Ciência e do Museu Britânico .
Em 2015, Uchegbu foi nomeada pró-vice-reitora para a África e o Oriente Médio.  Ela preside a rede regional da África e do Oriente Médio na University College London, construindo parcerias e iniciando equipes colaborativas, recebendo visitantes internacionais e apoiando o recrutamento de estudantes. 

## Engajamento público, igualdade e diversidade
Uchegbu está envolvida no engajamento público e na comunicação científica e aparece na BBC Woman's Hour discutindo sua pesquisa sobre como nanopartículas podem ser usadas para ajudar a distribuir drogas ao corpo e participando da Soapbox Science, um programa internacional de divulgação científica que promove mulheres cientistas. e o trabalho que eles fazem para os membros do público .
Uchegbu também está envolvida em atividades e programas de igualdade e diversidade, atuando como o Enviado da Providência da UCL para a Igualdade de Raça  e apresentando como o único Modelo de Papel Britânico Negro para a Sociedade de Engenharia de Mulheres.  Ela também faz parte da equipe de autoavaliação da Carta de Equidade da Raça da University College London.   Ela faz parte do Black Female Professors Forum, representando 1 das 55 professoras de cor e 1 das 25 professoras negras do Reino Unido em 2017.  

## Livros (tradução literal dos títulos)
- 2000 Vesículas de surfactante sintético: niossomos e outros sistemas vesiculares não fosfolipídicos: 11 (direcionamento e entrega de drogas) [39]
- Polímeros de
- 2006 no fornecimento de medicamentos [40]
- 2013 Fundamentos da Nanociência Farmacêutica [41]

## Prêmios e honras (tradução literal dos títulos)
- 2007 Departamento do Reino Unido para Negócios, Inovação e Habilidades de Mulheres de Excelente Desempenho em Engenharia e Tecnologia da Ciência [11]
- Cientista Farmacêutico Real da Sociedade Farmacêutica de 2012 do Ano [42]
- Academia de Ciências Farmacêuticas 2013 Eminent Fellow [43]
- Faculdade de Bolsistas de 2013 da Sociedade de Libertação Controlada [48] 2016 Academy of Pharmaceutical Sciences Prêmio de Ciência Inovadora [44]